# XYLT2
Ksiloziltransferaza 2 je enzim koji je kod ljudi kodiran genom XYLT2.

## Literatura
- Götting C, Kuhn J, Brinkmann T, Kleesiek K (април 1998). „Xylosylation of alternatively spliced isoforms of Alzheimer APP by xylosyltransferase”. Journal of Protein Chemistry. 17 (3): 295—302. PMID 9588955. S2CID 39212266. doi:10.1023/A:1022549121672.
- Götting C, Sollberg S, Kuhn J, Weilke C, Huerkamp C, Brinkmann T, Krieg T, Kleesiek K (јун 1999). „Serum xylosyltransferase: a new biochemical marker of the sclerotic process in systemic sclerosis”. The Journal of Investigative Dermatology. 112 (6): 919—24. PMID 10383739. doi:10.1046/j.1523-1747.1999.00590.x .
- Kuhn J, Götting C, Schnölzer M, Kempf T, Brinkmann T, Kleesiek K (фебруар 2001). „First isolation of human UDP-D-xylose: proteoglycan core protein beta-D-xylosyltransferase secreted from cultured JAR choriocarcinoma cells”. The Journal of Biological Chemistry. 276 (7): 4940—7. PMID 11087729. doi:10.1074/jbc.M005111200 .
- Götting C, Kuhn J, Brinkmann T, Kleesiek K (март 2002). „Xylosyltransferase activity in seminal plasma of infertile men”. Clinica Chimica Acta; International Journal of Clinical Chemistry. 317 (1–2): 199—202. PMID 11814476. doi:10.1016/S0009-8981(01)00793-8.
- Schön S, Prante C, Müller S, Schöttler M, Tarnow L, Kuhn J, Kleesiek K, Götting C (октобар 2005). „Impact of polymorphisms in the genes encoding xylosyltransferase I and a homologue in type 1 diabetic patients with and without nephropathy”. Kidney International. 68 (4): 1483—90. PMID 16164625. doi:10.1111/j.1523-1755.2005.00561.x .
- Schön S, Prante C, Bahr C, Kuhn J, Kleesiek K, Götting C (мај 2006). „Cloning and recombinant expression of active full-length xylosyltransferase I (XT-I) and characterization of subcellular localization of XT-I and XT-II”. The Journal of Biological Chemistry. 281 (20): 14224—31. PMID 16569644. doi:10.1074/jbc.M510690200 .
- Voglmeir J, Voglauer R, Wilson IB (март 2007). „XT-II, the second isoform of human peptide-O-xylosyltransferase, displays enzymatic activity”. The Journal of Biological Chemistry. 282 (9): 5984—90. PMC 2850172 . PMID 17194707. doi:10.1074/jbc.M608087200 .